# Rueda de accionamiento

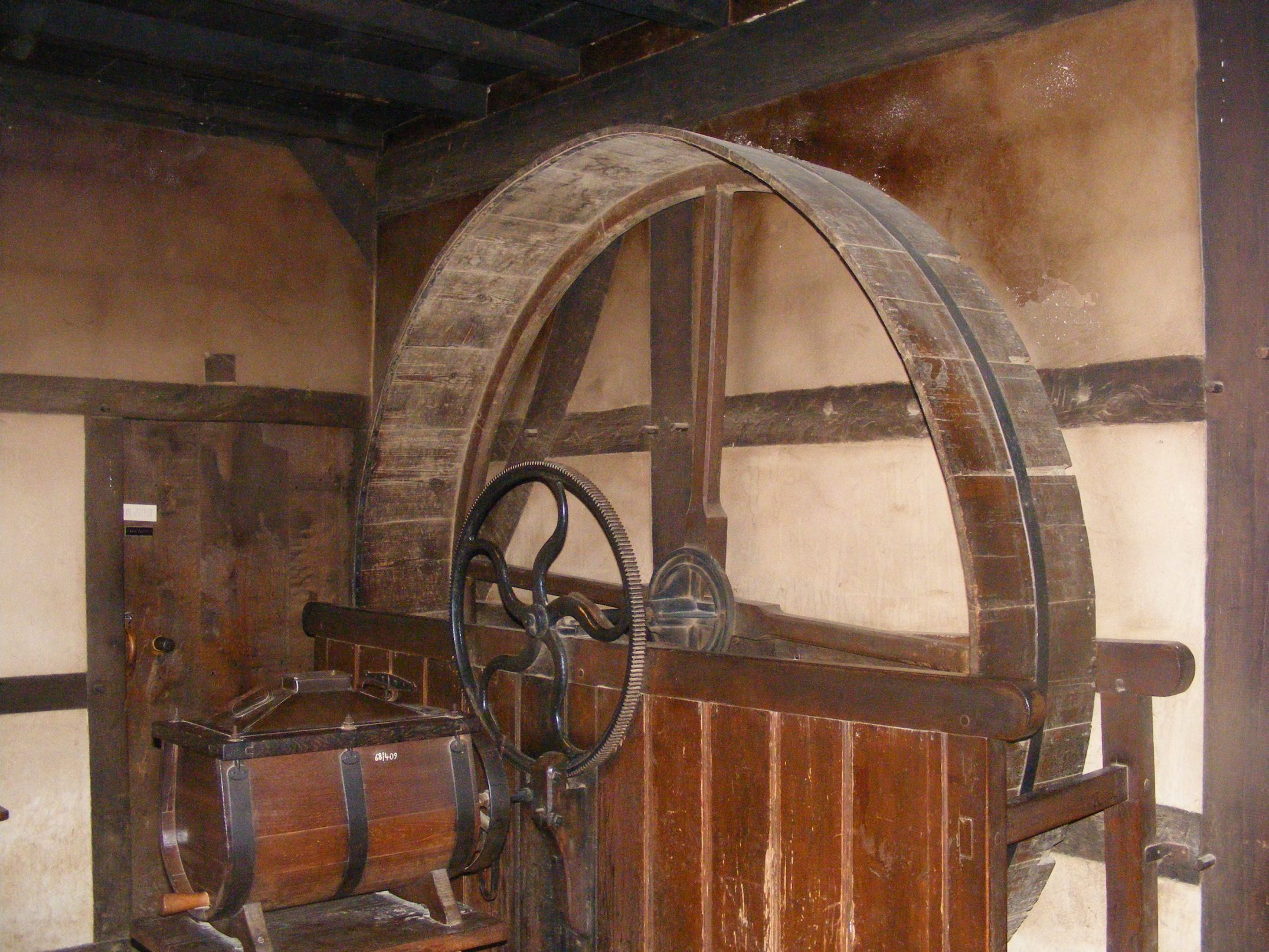
Mantequera propulsada por una rueda de accionamiento en una granja de Renania

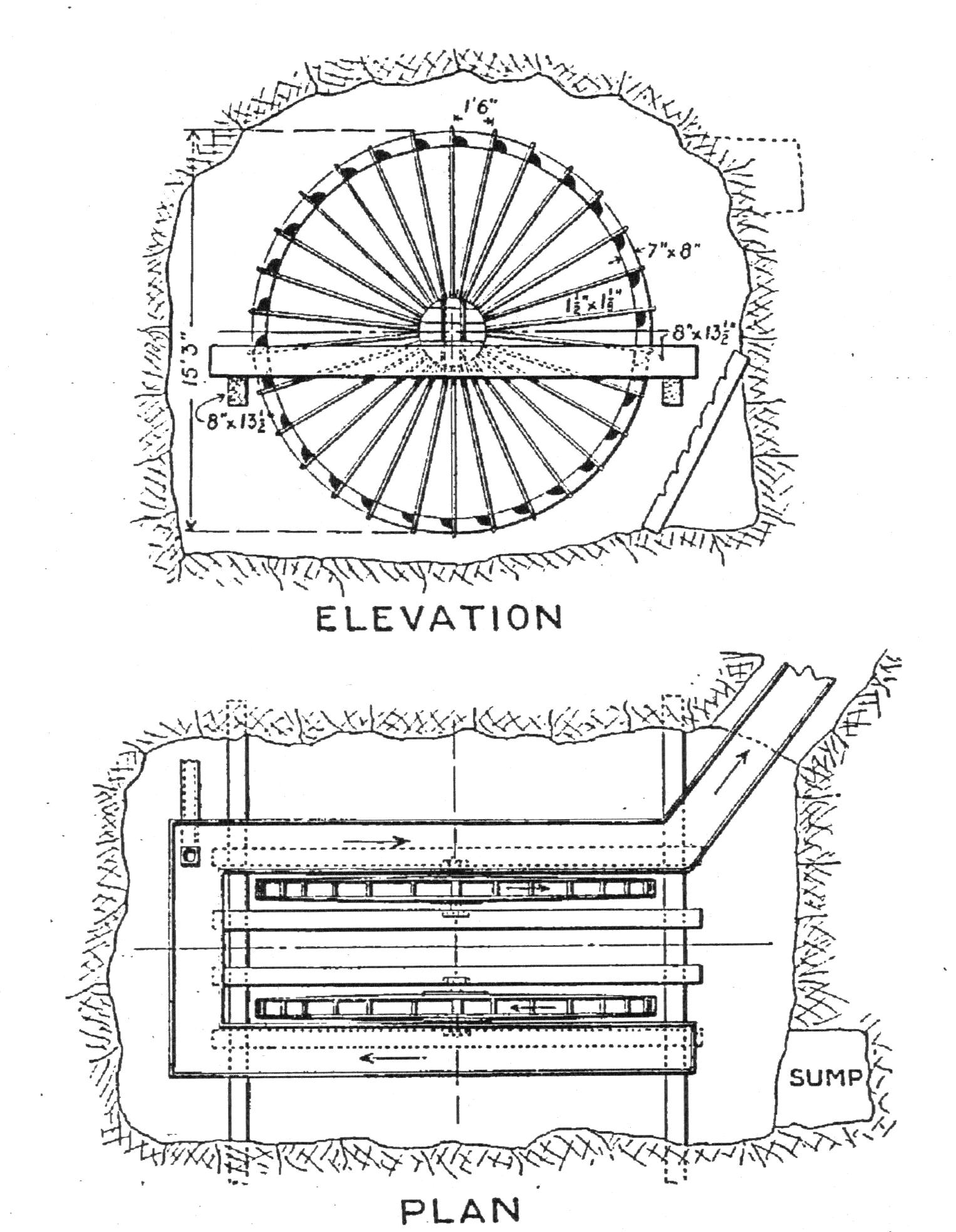
Rueda de accionamiento romana de un sistema de drenaje (Minas de Río Tinto, España)

Una rueda de accionamiento es un tipo de  dispositivo motriz diseñado para ser impulsado por seres humanos. Es similar a una rueda hidráulica, aunque está formada por dos grandes aros circulares paralelos entre sí unidos a un eje respecto al que pueden girar, y entre los que están dispuestos una serie de peldaños regularmente espaciados, parecidos a los de una escalera de mano, o una simple plataforma entablonada sobre la que se puede caminar normalmente. Puede ser accionada por un ser humano o por un animal colocado en su interior, o bien por una persona situada en su parte exterior (sujeta con los brazos a una barra fija). Para hacer girar la rueda, basta ir subiendo un peldaño tras otro, dejando que el peso de la persona haga que el peldaño pisado se sitúe en el punto de partida, o bien caminar en dirección ascendente en el caso de que la rueda tenga en su interior un tablero continuo. 

## Historia
Los usos de las ruedas de accionamiento incluían diversas tareas, como elevar agua, izar materiales de construcción con grúas de rueda o moler granos. Se utilizaron ampliamente en el mundo griego y romano, como las ruedas hidráulicas utilizadas para el drenaje. También se emplearon profusamente durante la Edad Media para levantar los sillares utilizados en la construcción de las catedrales góticas. Existe una referencia literaria a una de estas ruedas que data de 1225, y se conserva una grúa de rueda en el museo de Chesterfield. Se ha fechado a principios del siglo XIV y estuvo alojada en la parte superior de la torre de la iglesia hasta que se retiró en 1947. Este tipo de grúas se utilizaron ampliamente en el Renacimiento, como lo hizo Filippo Brunelleschi durante la construcción de la Catedral de Santa María del Fiore en Florencia.
La invención de la máquina de vapor en el siglo XIX hizo innecesario como hasta entonces el uso de la fuerza humana o de los animales en las tareas que habían dependido de este tipo de accionamiento, lo que supuso su desaparición en la práctica. 

## Uso en penales
Las ruedas disciplinarias se usaron en prisión durante el período victoriano temprano en el Reino Unido como una forma de castigo. Según The Times en 1827, información reimpresa en el Table-Book de William Hone de 1838, lo que caminaba un prisionero por día en promedio variaba, desde el equivalente a 6600 pies (2012 m) de desnivel en el penal de Lewes, hasta 17 000 pies (5182 m) durante diez horas de los días de verano en la cárcel de Warwick.
En 1902, el gobierno británico prohibió el uso de la rueda disciplinaria como forma de castigo.